# Institut scientifique de santé publique
Pour les articles homonymes, voir ISP.
 (mai 2017).
Si vous disposez d'ouvrages ou d'articles de référence ou si vous connaissez des sites web de qualité traitant du thème abordé ici, merci de compléter l'article en donnant les références utiles à sa vérifiabilité et en les liant à la section « Notes et références ».
L'Institut scientifique de santé publique (en néerlandais : Wetenschappelijk Instituut Volksgezondheid) (WIV-ISP) est un établissement scientifique fédéral belge, lié au Service public fédéral Santé publique, Sécurité de la chaîne alimentaire et Environnement. Son siège social est situé rue Juliette Wytsman 14, à Bruxelles. Il a fusionné en 2018 avec le Centre d’Étude et de Recherches Vétérinaires et Agrochimiques (CERVA) pour former Sciensano, le nouvel Institut national de santé publique en Belgique.

## Mission
L'institut mène une politique qui répond au cadre légal et aux priorités du Ministre fédéral de la Santé publique et du Président du SPF Santé publique, Sécurité de la chaîne alimentaire et Environnement.
Le WIV-ISP assure un soutien à la politique de santé publique grâce à la recherche scientifique, à des avis d’experts et à des tâches de services. Sur la base de recherches scientifiques, le WIV-ISP formule des recommandations et des solutions quant aux priorités pour une politique de santé proactive aux niveaux belge, européen et international.
Le WIV-ISP évalue l’état de la santé et les indicateurs de santé sur la base de méthodes scientifiques, qu’il valide, développe et analyse au sein d’un système de qualité certifié.
Le WIV-ISP élabore des solutions avancées en matière de diagnostic, de prévention et de traitement de maladies émergentes actuelles ainsi qu’en matière d’identification et de prévention de risques pour la santé, y compris ceux issus de l’environnement.
Dans ce cadre, le WIV-ISP répond aux missions suivantes :
- être un Centre d’excellence reconnu pour la recherche épidémiologique, les maladies transmissibles et autres risques de santé publique, pour le contrôle de vaccins et de médicaments et pour le contrôle de qualité des laboratoires. Dès lors, le WIV-ISP se veut d’être un acteur important au sein du réseau des laboratoires de référence et des centres d’expertise belges, européens et internationaux ;
- informer de manière fiable les décideurs et la population quant aux nouvelles évolutions en matière de santé publique, sécurité de la chaîne alimentaire, alimentation et environnement, en dressant la carte, en surveillant et en analysant en permanence les tendances et risques en matière de santé publique ;
- être prêt, en toutes circonstances, à proposer soutien et solutions aux pouvoirs publics belges, européens et internationaux lors de crises de santé ;
- devenir, au travers de son expérience, un partenaire privilégié pour les pouvoirs publics belges, européens et internationaux sur les problématiques liées à la santé ;
- devenir le point de contact pour une diffusion d’information non partisane dans le domaine de la santé humaine et des risques qui menacent la santé publique, y compris ceux de l’environnement.

## Structure et expertise
Le 26 août 2008, le Moniteur belge fixe un arrêté définissant la structure de l’institut en quatre directions scientifiques :
- Santé publique et surveillance ;
- Maladies transmissibles et infectieuses ;
- Alimentation, médicaments et sécurité du consommateur ;
- Expertise, prestations de service et relations clients.

Santé publique et surveillance
La direction compte les services suivants : Études des soins de santé, Enquêtes, mode de vie et maladies chroniques, Maladies infectieuses au sein de la population générale, Maladies infectieuses dans les institutions de soins de santé, Santé et environnement, Toxicologie et Centre du cancer.
Maladies transmissibles et infectieuses
La direction compte les services suivants : Maladies bactériennes, Pathogènes alimentaires, Mycologie & aérobiologie, Maladies virales et Immunologie.
Alimentation, médicaments et sécurité du consommateur
La direction compte les services suivants : Alimentation, Biomonitoriong et Médicaments.
Expertise, prestations de service et relations clients
La direction compte les services suivants : Centre de dispatching, Cellule de coordination des relations clients et d’orientation, plateforme biotechnologie et biologie moléculaire, Biologie clinique, Standardisation biologique et Biosécurité & biotechnologie.

## Historique

### Années 1800-1980
En 1897, lors de l’exposition universelle au Cinquantenaire à Bruxelles, un service d’hygiène est créé par crainte d’une éventuelle épidémie de choléra.
Ce service sera à l’origine de l’ISP qui restera au Cinquantenaire jusqu’en 1957.
Cependant, les premiers documents officiels se rapportant à l’année 1904, l’institut a choisi cette date de référence pour fêter son premier centenaire en 2004.
Au cours des années suivantes, des sections de bactériologie, de chimie et de contrôle des médicaments sont créées.
Notons également qu’en 1936, on parle pour la première fois en Belgique d’un ministère de la Santé Publique. Avant cette date, la santé publique était une compétence relevant davantage des Affaires de l’Intérieur.
En 1948, une décision de principe concernant un grand laboratoire central de Santé publique est prise.
En 1951, un Arrêté royal est publié concernant la création d’un Institut “national” d'hygiène et d'épidémiologie.
En 1957 a lieu le transfert de tous les services du Cinquantenaire vers la rue Juliette Wytsman à Ixelles dans un bâtiment nouvellement construit et considéré à l’époque comme nettement trop grand.
En 1968, grâce à l’Arrêté royal du 6 mars 1968, l’ISP devient un établissement scientifique de l'État sous le nom de « Institut d'hygiène et d’épidémiologie » (IHE), nom qu’il portera jusqu’en 1996. L’institut compte alors plus ou moins 140 membres du personnel.
La période 1970-1980 doit être considérée comme la période d’expansion de l’ISP, surtout dans le domaine de l’environnement. L’institut compte alors 530 collaborateurs.

### Années 1980-1990
La période 1980-1988, par contre, voit diminuer les moyens de l’institut aussi bien en personnel qu’en budget.
En 1987, un Arrêté royal accorde la personnalité juridique (patrimoine) à l’ISP, créant ainsi la possibilité d’une nouvelle expansion. C’est également en 1987 qu’une décision est prise concernant la fermeture des antennes provinciales que l’ISP possédait dans la plupart des provinces.
Les années 1989 et 1990 correspondent à la période la plus perturbée de l’existence de l’ISP. En effet, la loi spéciale du 16 janvier 1989 transfère 30 % du budget de l’ISP vers les Communautés et 10 % vers les Régions. Les négociations pour que les Communautés et les Régions réinvestissent ce budget dans des activités de l’ISP ont duré plus d’un an. Avec effet rétroactif, un accord de coopération est conclu entre le National, les Communautés et les Régions pour la période 1990-1994.

### Années 1990-2000
En 1993, l’ISP doit évacuer de l’ancien hôpital militaire situé avenue de la Couronne, où au moins 1/3 des activités de l’ISP étaient exercées. Comme il s’agissait essentiellement des sections Air et Eau de l’ISP, qui traitaient une matière de compétence régionale, le gouvernement décide de transférer ces deux sections ainsi que leur personnel vers les trois Régions.
En 1995, un nouvel accord de coopération est conclu pour la période 1995-1999. Cette fois, entre l’Autorité fédérale et les Communautés.
À partir de fin 1995, des discussions ont lieu sur une fusion éventuelle entre l’ISP et l’Institut Pasteur (IP), qui avait été transféré de la Province de Brabant vers le niveau fédéral, à la suite de la scission de la Province de Brabant.
Fin 1996, dans le cadre de la fusion prévue avec l’Institut Pasteur, la décision d’un changement de nom est prise : l'« Institut d'hygiène et d'épidémiologie » (IHE) devient l'« Institut scientifique de la santé publique - Louis Pasteur » (A.R. du 17/10/1996).
En 1997, l'Unité de gestion du modèle mathématique de la mer du Nord (UGMM) est transférée de l'ISP vers l'Institut royal des sciences naturelles de Belgique.

### Années 2000-2010
En 2001, le SPF (Service public fédéral) Santé publique, Sécurité de la chaîne alimentaire et Environnement est créé. Ses compétences proviennent de l’ancien ministère des Affaires sociales, de la Santé publique et de l’Environnement, ainsi que du ministère de l’Agriculture, régionalisé.
En 2002, l’ISP, qui avait élaboré depuis une dizaine d’années un système qualité, est accrédité par Beltest (actuellement BELAC) pour la plupart de ses activités selon la norme ISO 17025.
L'arrêté royal du 11 juillet 2003 (MB 29/09/2003) modifie le nom de l’Institut en « Institut scientifique de santé publique » (ISP).
Finalement, en septembre 2003, la fusion avec l’Institut Pasteur devient une réalité légale. Il devient le quatrième département de l’ISP, les trois autres étant les départements de Microbiologie, de Pharmaco-Bromatologie et d’Épidémiologie-Toxicologie.
En octobre 2004, l'ISP célèbre son centenaire.
En 2006, un important projet de restructuration (BPR) débute à l'ISP sous le nom de Projet Jenner. Au départ d’une fine analyse de la situation actuelle, des projets de réorganisation sont progressivement implémentés dans les années à venir.
Pour plus de renseignements :  Rapport d’activités 2007-2008.
En janvier 2007, l’Institut se dote d’une nouvelle identité visuelle.
Le 26 août 2008, le Moniteur belge fixe un arrêté définissant la structure de l’institut en quatre directions scientifiques (anciennement « départements ») :
- Santé publique et surveillance ;
- Maladies transmissibles et infectieuses ;
- Alimentation, médicaments et sécurité du consommateur ;
- Expertise, prestations de service et relations clients.

L’institut prend communément l’abréviation bilingue de « WIV-ISP »
Le 13 novembre 2008, le WIV-ISP devient, dans son intégralité, membre correspondant du réseau international des instituts Pasteur.

### Après 2018
Le 1er avril 2018, l'Institut fusionne avec le Centre d’Étude et de Recherches Vétérinaires et Agrochimiques (CERVA) pour former Sciensano, le nouvel Institut national de santé publique en Belgique.
Le rôle de Sciensano dans la prévention et la lutte contre les épidémies est révélé au grand public en 2020, lors de l'épidémie de Covid19. Les communiqués quotidiens de Sciensano, détaillant notamment le nombre de personnes hospitalisées et décédées, rythment les journées de la Belgique confinée.

## Photographies

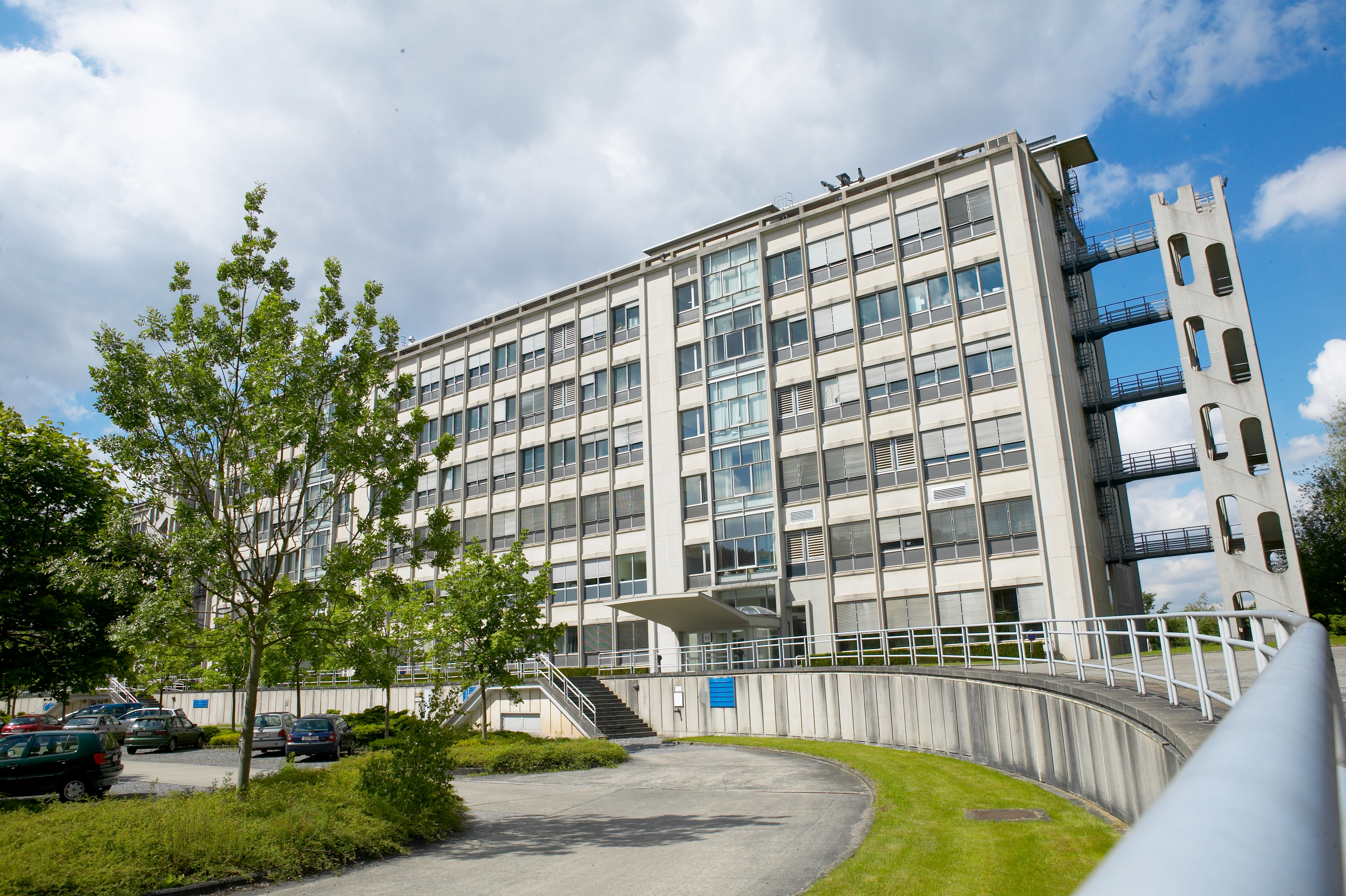
WIV-ISP, Site Uccle
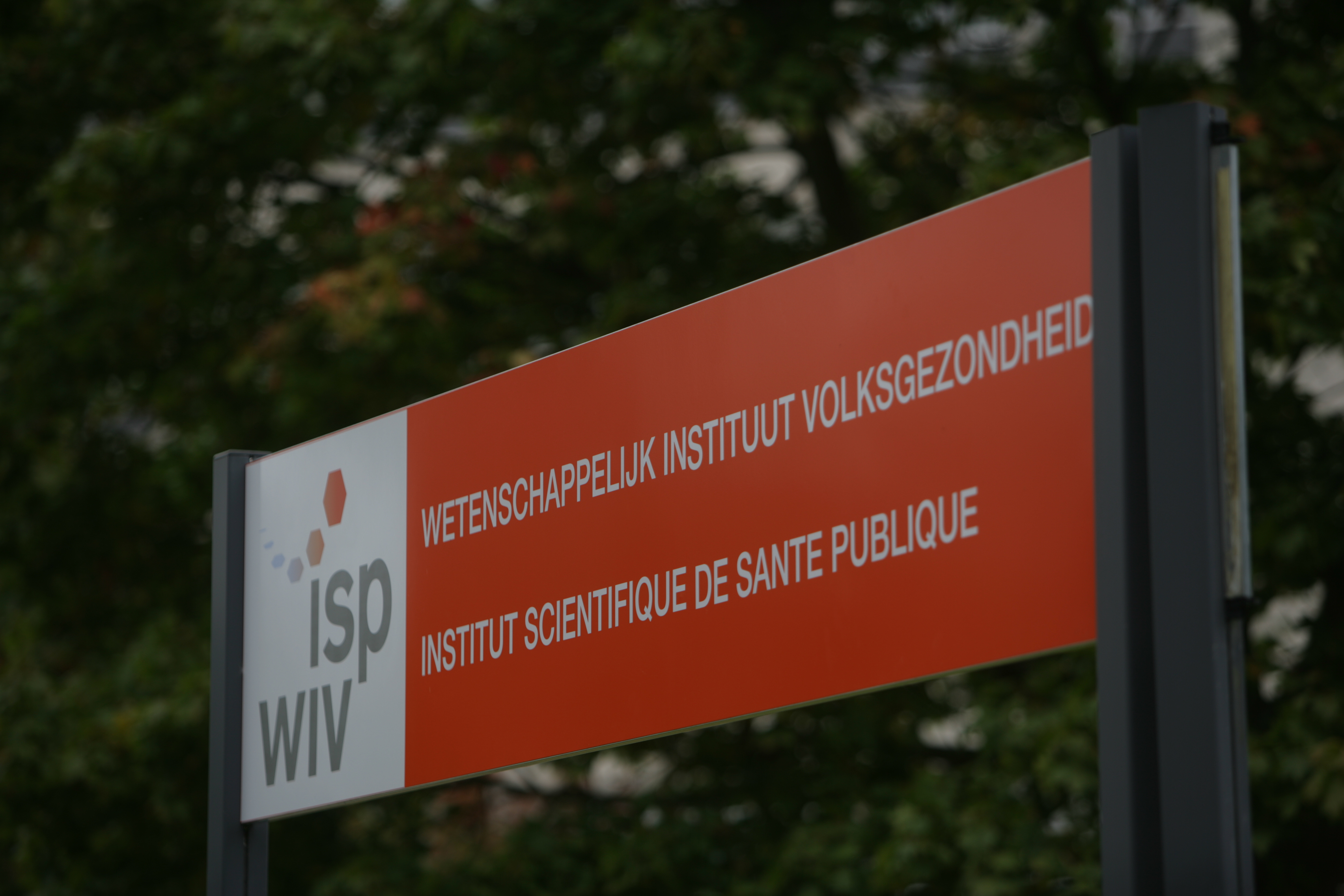
WIV-ISP, Enseigne
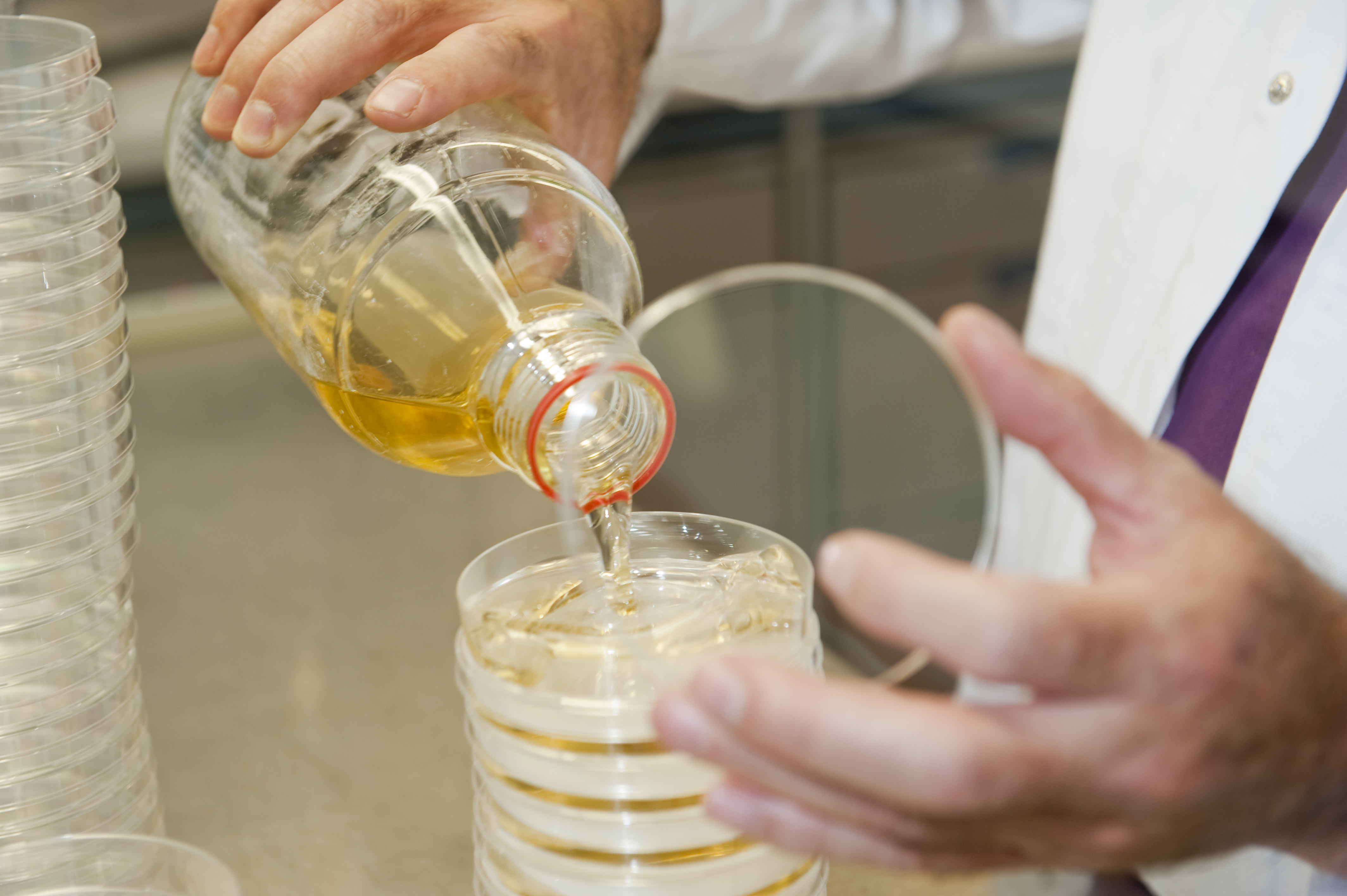
WIV-ISP, Manipulation en laboratoire